# Алтино Арантес (зграда)
Грађевина Алтино Арантес (порт. Edifício Altino Arantes) је облакодер висок 161 метар, који се налази у Сао Паулу. Четврти је највиши облакодер у Бразилу. Изградња је завршена 1947, а облакодер има 40 спратова.